# Battesimo dell'eunuco
Battesimo dell'eunuco (De doop van de kamerling), detto anche Il battesimo dell'etiope, è un dipinto del pittore olandese Rembrandt van Rijn, realizzato nel 1625 e conservato nel Museo Catharijneconvent di Utrecht.

## Descrizione
L'opera mostra il battesimo di un ciambellano della regina d'Etiopia da parte dell'apostolo Filippo, come raccontato in Atti 8:26-40. Secondo la storia, il ciambellano era stato a Gerusalemme a pregare. Quando Filippo lo sentì leggere Isaia, gli chiese se anche lui lo capiva. Il dignitario sospirò che non gli era mai stato insegnato, così Filippo si sedette accanto a lui sul suo carro e cominciò ad insegnargli. Per coincidenza, il dignitario stava leggendo la profezia di Isaia sul Messia, e dopo che l'eunuco chiese a Filippo chi intendesse esattamente Isaia, questi gli spiegò di Gesù. Dopo che Filippo ebbe parlato, il ciambellano fu così convinto della natura messianica di Cristo che si fermò presso una fonte per essere battezzato. 

### Ispirazione
La suddetta storia è stata raffigurata di rado se non come illustrazione della Bibbia. Nella prima metà del XVII secolo, tuttavia, questa scena fu dipinta molto di frequente nei Paesi Bassi, probabilmente per la Riforma che nel luogo venne accolta in maniera favorevole.

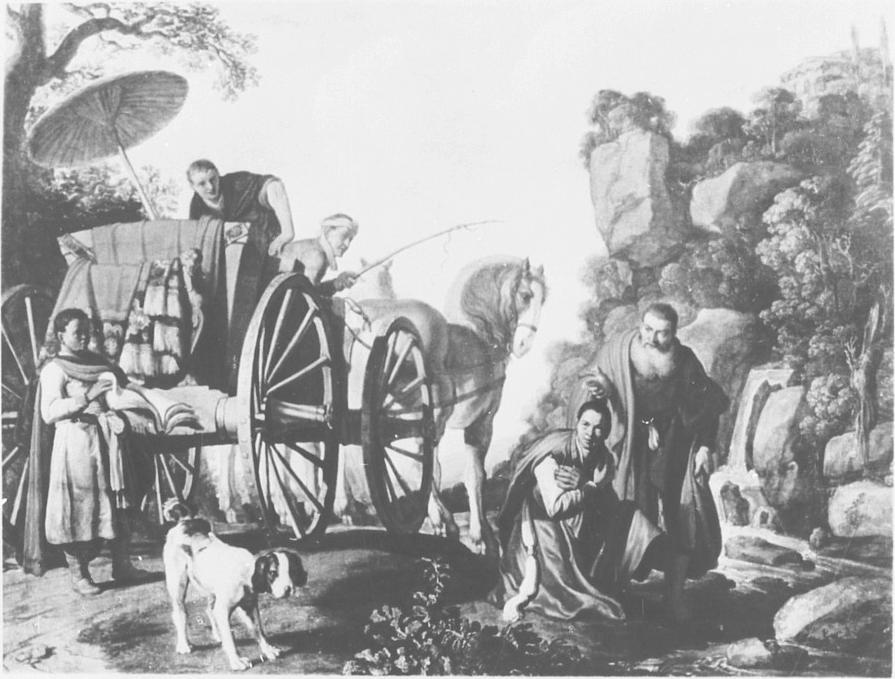
Pieter Lastman. Il battesimo dell'eunuco. 1623, Karlsruhe, Staatliche Kunsthalle

Il dipinto di Rembrandt è stato probabilmente ispirato da un dipinto di Pieter Lastman dipinto tre anni prima e con lo stesso soggetto, Il battesimo dell'eunuco, che ora fa parte della collezione della Staatliche Kunsthalle di Karlsruhe. Rembrandt trascorse sei mesi nel 1625 come apprendista di Lastman, tanto che negli anni successivi usò un certo numero di sue opere come punto di partenza per le proprie composizioni. 
Per il caso de Il battesimo dell'eunuco, Rembrandt trasformò la composizione da orizzontale in verticale e ne dimezzò le dimensioni. Omise i dettagli superflui come le numerose rocce e il parasole, e spostò le figure in primo piano in un'unica composizione compatta, in modo che l'azione acquistasse forza drammatica.

## Esposizione
L'opera è custodita dal 1976 nel Museo Catharijneconvent di Utrecht, da un venditore anonimo, dove è circondato da opere dei connazionali Ferdinand Bol, Govert Flinck, Pieter Lastman, Maerten de Vos, Dirck van Baburen e Pieter Aertsen, tra gli altri.

### Mostre
Il battesimo dell'eunuco è stato esposto nelle seguenti mostre:
Rembrandt, 'Il battesimo del camerlengo', 31 marzo - 10 maggio 1976, Museo Arcivescovile, Utrecht.
Il mistero del giovane Rembrandt, 3 novembre 2001 - 27 gennaio 2002, Galleria Alter Meister, Kassel.
Rembrandt, o Rembrandt, 1 febbraio - 11 maggio 2003, Städelsches Kunstinstitut, Francoforte sul Meno.
Il tempo di Rembrandt, 4 marzo - 21 giugno 2009, Galleria di artisti Albertina, Vienna.
Il giovane Rembrandt - Astro nascente. In occasione dei 350 anni dalla morte del pittore, 2 novembre 2019 - 9 febbraio 2020, Museo di Lakenhal, Leida.